# Embalse
Embalse är en ort i Argentina.   Den ligger i provinsen Córdoba, i den centrala delen av landet, 600 km väster om huvudstaden Buenos Aires. Embalse ligger 623 meter över havet och antalet invånare är 15 900. Den ligger vid sjön Embalse del Río Tercero.
Terrängen runt Embalse är platt åt sydost, men åt nordväst är den kuperad. Embalse är det största samhället i trakten.
Trakten runt Embalse består till största delen av jordbruksmark. Runt Embalse är det glesbefolkat, med 10 invånare per kvadratkilometer.